# Edith Schollwer

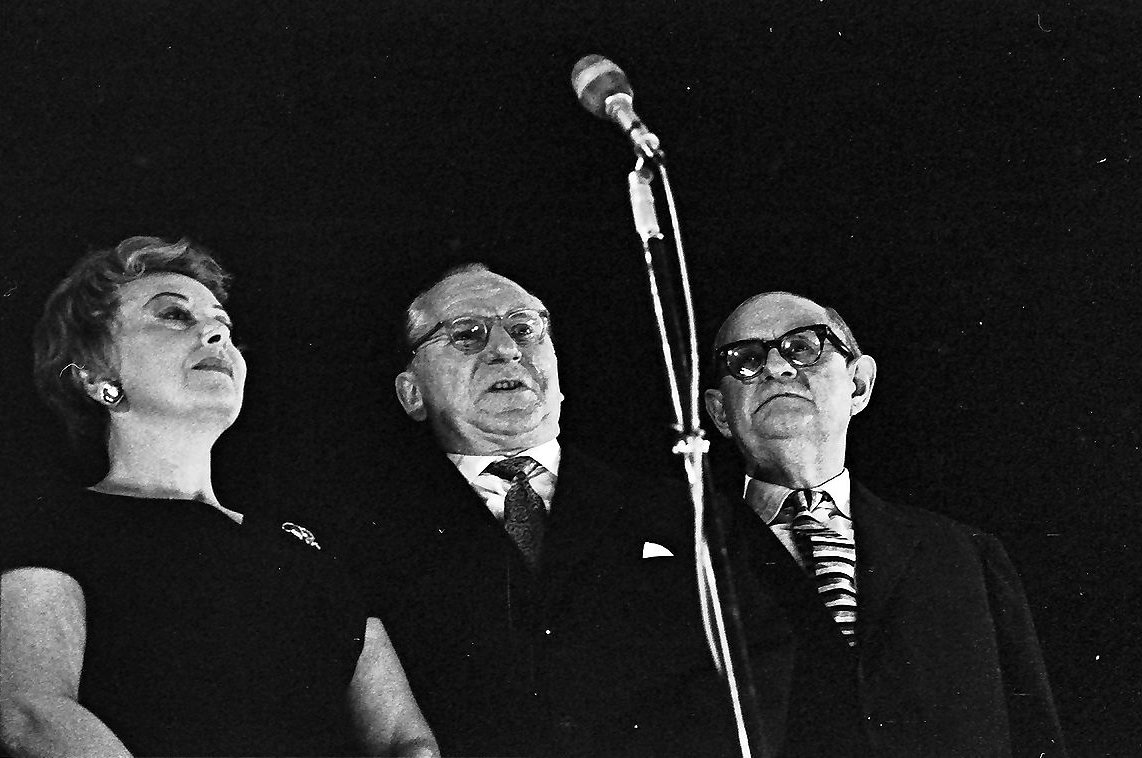
Edith Schollwer mit Bruno Fritz und Ewald Wenck 1959 in Freiburg

Edith Schollwer (* 12. Februar 1904 in Schöneberg als Edith Lisette Juliane Hermine Schollwer; † 1. Oktober 2002 ebenda) war eine deutsche Sängerin, Hörspielsprecherin, Synchronsprecherin und Schauspielerin.

## Leben
Schollwer kam als Tochter des Fabrikanten Max Schollwer und dessen Ehefrau Luise Martha Hermine geb. Berndt in der Monumentenstraße 5 in der damals selbstständigen Stadt Schöneberg auf die Welt. Edith Schollwer debütierte am Preußischen Staatstheater Berlin. Noch während sie Gesangsunterricht nahm, erhielt sie ein Engagement am Hamburger Flora-Varieté. Auf Berliner Bühnen feierte sie bald erste Erfolge als Soubrette, zum Beispiel in der Rolle der Adele in der Operette Die Fledermaus. In den 1920er Jahren tat sich Edith Schollwer auch auf Kabarettbühnen hervor, im „Kabarett der Komiker“, im „Krummen Spiegel“, in der Stuttgarter „Mausefalle“ und im Berliner „Nürnberger Trichter“.
Gleichzeitig trat sie in den großen Revueshows auf, bei Rudolf Nelson (Die Nacht der Nächte), Erik Charell (Lustige Witwe), James Klein (Die Sünden der Welt) und Herman Haller (Schön und schick). 1928 folgte die Revue „Hereinspaziert!“ im neueröffneten Haus Vaterland am Potsdamer Platz. Seit den frühen 1930er Jahren entstanden Schallplattenaufnahmen; außerdem folgten ab 1931 erste Filmrollen, zumeist Komödien und Operettenfilme. Während des Krieges blieb sie in Berlin und hatte auch nach Kriegsende am Hebbel-Theater und am Renaissance-Theater in populären Volksstücken und Boulevardkomödien Erfolg. 1936 schloss sie eine Ehe im brandenburgischen Seeburg. Schollwer stand 1944 auf der Gottbegnadeten-Liste.
1947 holte sie Gustaf Gründgens an das Berliner Kabarett „Ulenspiegel“ für die Revue „Alles Theater“ von Günter Neumann. Der Zusammenarbeit mit Günter Neumann verdankte Edith Schollwer ihre bis heute unvergessenen Auftritte im Radiokabarett Die Insulaner des Berliner RIAS. Von 1949 bis 1964 trug sie das Erkennungslied der Sendung – „Der Insulaner verliert die Ruhe nicht“ – vor. Es avancierte schnell zur Durchhalte-Hymne des Kalten Krieges. Populär wurde auch das „Wanderlied einer Hausfrau“ (1957), das Edith Schollwer in zahlreichen Radio- und Fernsehproduktionen, auf Veranstaltungen und im Kabarett vortrug. Im Radio wirkte sie u. a. in Die Buchholzens und Pension Spreewitz mit. Im bereits hohen Alter spielte sie in der ZDF-Serie Die Wicherts von nebenan (1986–1991) die Oma Käthe.

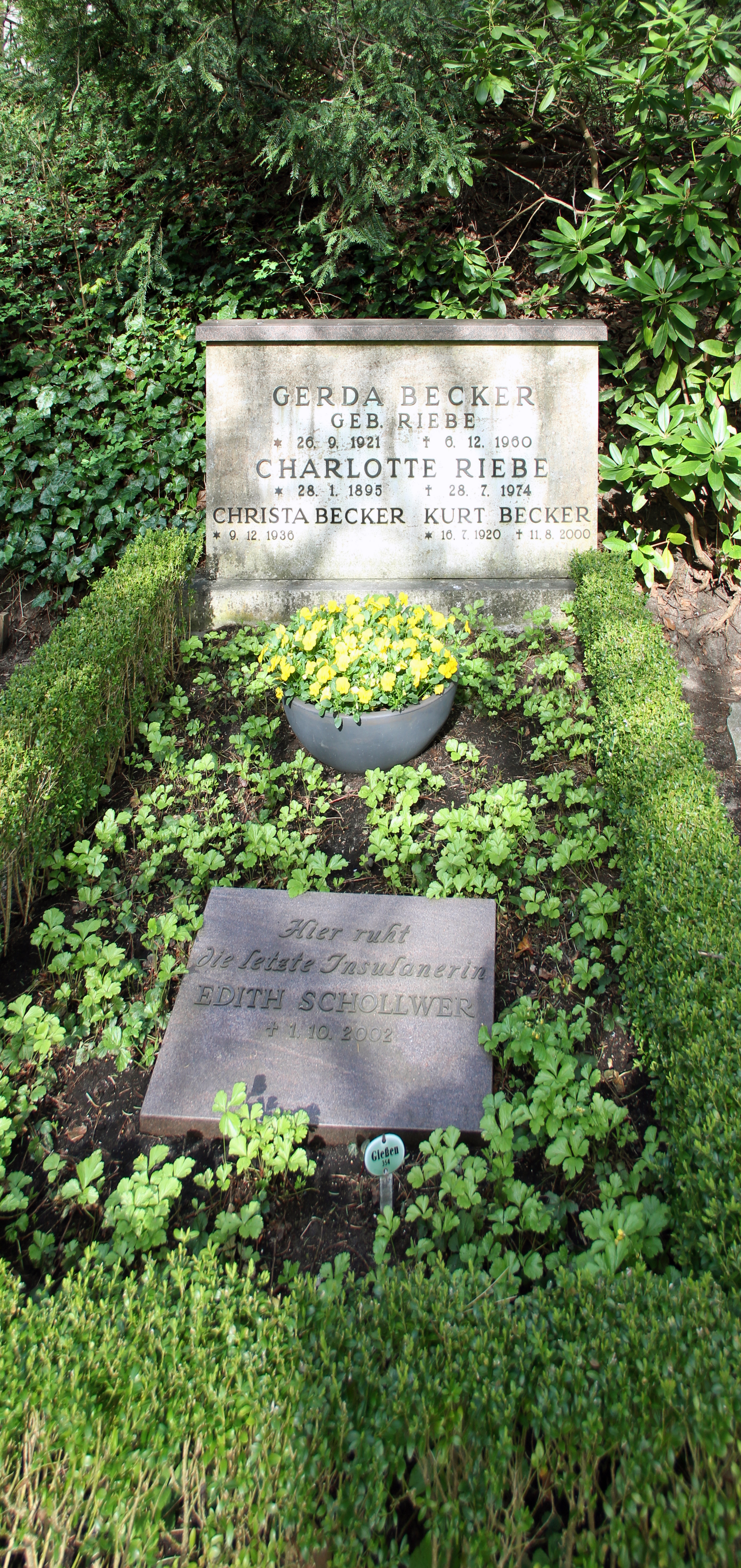
Ehrengrab von Edith Schollwer auf dem Friedhof Heerstraße in Berlin-Westend

Schließlich betätigte sich Edith Schollwer auch als Synchronsprecherin. Bekannte Schauspielerinnen, denen sie ihre Stimme lieh, waren Margaret Rutherford in Unternehmen Pappkamerad, Angela Lansbury in Tod auf dem Nil und Alice Faye in Texas-Show.
Edith Schollwer starb am 1. Oktober 2002 im Alter von 98 Jahren in Berlin. Bei der Trauerfeier, die am 11. Oktober 2002 in der Hochmeisterkirche in Berlin-Halensee stattfand, hielt Walter Momper, Präsident des Berliner Abgeordnetenhauses, die Gedenkrede. Die Beisetzung erfolgte auf dem landeseigenen Friedhof Heerstraße in Berlin-Westend. Die als Grabmarkierung dienende liegende Tafel trägt neben Namen und Lebensdaten der Verstorbenen die Inschrift: „Hier ruht die letzte Insulanerin“. Die letzte Ruhestätte von Edith Schollwer (Grablage: 12-B-32/33) ist seit August 2021 als Ehrengrab des Landes Berlin gewidmet. Die Widmung gilt zunächst für die übliche Frist von zwanzig Jahren, kann anschließend aber verlängert werden.

## Auszeichnungen
- 1994: Verdienstorden des Landes Berlin

## Filmografie (Auswahl)
- 1931: Die Firma heiratet
- 1931: Student sein, wenn die Veilchen blühen
- 1932: Diva in Vertretung
- 1933: Morgen beginnt das Leben
- 1937: Gasparone
- 1951: Unschuld in tausend Nöten
- 1952: Der Fürst von Pappenheim
- 1952: Der bunte Traum
- 1952: Pension Schöller
- 1953: Ein Abend von Rias Berlin
- 1953: Das singende Hotel
- 1953: Den Ku’ Damm ’rauf und runter'
- 1953: Blume von Hawaii
- 1953: Der Vetter aus Dingsda
- 1953: Die Kaiserin von China
- 1953: Weihnachten bei Buchholzens
- 1954: Schützenliesel
- 1954: Hoheit lassen bitten
- 1954: Mädchen mit dem Brokatmantel
- 1954: Dieses Lied bleibt bei dir
- 1954: Daniel ist mein Feind
- 1955: Der fröhliche Wanderer
- 1955: Eine Frau genügt nicht?
- 1955: Die Ratten
- 1955: Urlaub auf Ehrenwort
- 1957: Vater sein dagegen sehr
- 1957: Es wird alles wieder gut
- 1958: Solang’ noch untern Linden
- 1959: Das schöne Abenteuer
- 1960: Die rote Hand
- 1960: Bis dass das Geld Euch scheidet…
- 1961: Ramona
- 1961: Berliner Bilderbogen
- 1962: Ein verdienter Staatsmann
- 1962: Die Insulaner
- 1966: Das Millionending (Fernseh-Zweiteiler)
- 1968: Zum Teufel mit der Penne
- 1971: Der erste Frühlingstag
- 1973: Wie wär’s denn, Mrs. Markham?
- 1973: So’n Theater
- 1978: Ein Mann für alle Fälle (Mehrteiler)
- 1981: Variationen
- 1983: Frau Juliane Winkler
- 1983: Das Traumschiff: Amazonas
- 1985: Grenzenloses Himmelblau
- 1986: Die Wicherts von nebenan (Serie)
- 1990: Kaffeeklatsch

## Hörspiele (Auswahl)
- 1949: Curth Flatow: Beinahe friedensmäßig – Regie: Ivo Veit (Hörspiel – RIAS Berlin)
- 1951: Hermann Krause (frei nach Julius Stinde): Familie Buchholz (Wilhelme Buchholz) – Regie: Ivo Veit (RIAS Berlin)
- 1953/54: Hermann Krause: Die Arche Noack (Frau Noack) – Regie: Werner Oehlschläger (22 Folgen) (NWDR)
- 1955: Wolfdietrich Schnurre: Spreezimmer möbliert (Dorothea) – Regie: Hanns Korngiebel (RIAS Berlin)
- 1956: Heinz Oskar Wuttig: Columbushaus (Trude) – Regie: Hanns Korngiebel (RIAS Berlin)
- 1957: Thierry: Mit Krausens in' n Ferien (Mutter Krause) – Regie: Ivo Veit (RIAS Berlin)
- 1957–1964: Thierry: Pension Spreewitz (Ottilie Spreewitz) – Regie: Ivo Veit (150 Folgen) (RIAS Berlin)[7]
- 1959: Jonny Liesegang: Verlobung bei Familie Nuschenpickel (Hedwig) – Regie: Gerd Martienzen (Mundarthörspiel – Saarländischer Rundfunk)
- 1964–1987: Diverse Autoren: Damals war's – Geschichten aus dem alten Berlin (Geschichten Nr. 1, 2, 6, 11, 16, 21 mit insgesamt 84 Folgen) – Regie: Ivo Veit  (insgesamt 40 Geschichten in 426 Folgen) (RIAS Berlin)[8][9]
- 1969: Eric Malpass: Morgens um sieben ist die Welt noch in Ordnung (Tante Marigold) – metronome LP MLP 15 330 (Metronome Records GmbH)
- 1984: Edelgard Abenstein/Werner Bäumel/Rainer Brieske/Günter Hermann/Detlef Klink/Wolfgang Schroeder/Xaver Schulze: Es war das Känguruh und nicht die Nachtigall – Regie: Richard Hey (Kriminalhörspiel – RIAS Berlin)